# Copa Mundial de Fútbol de 1958

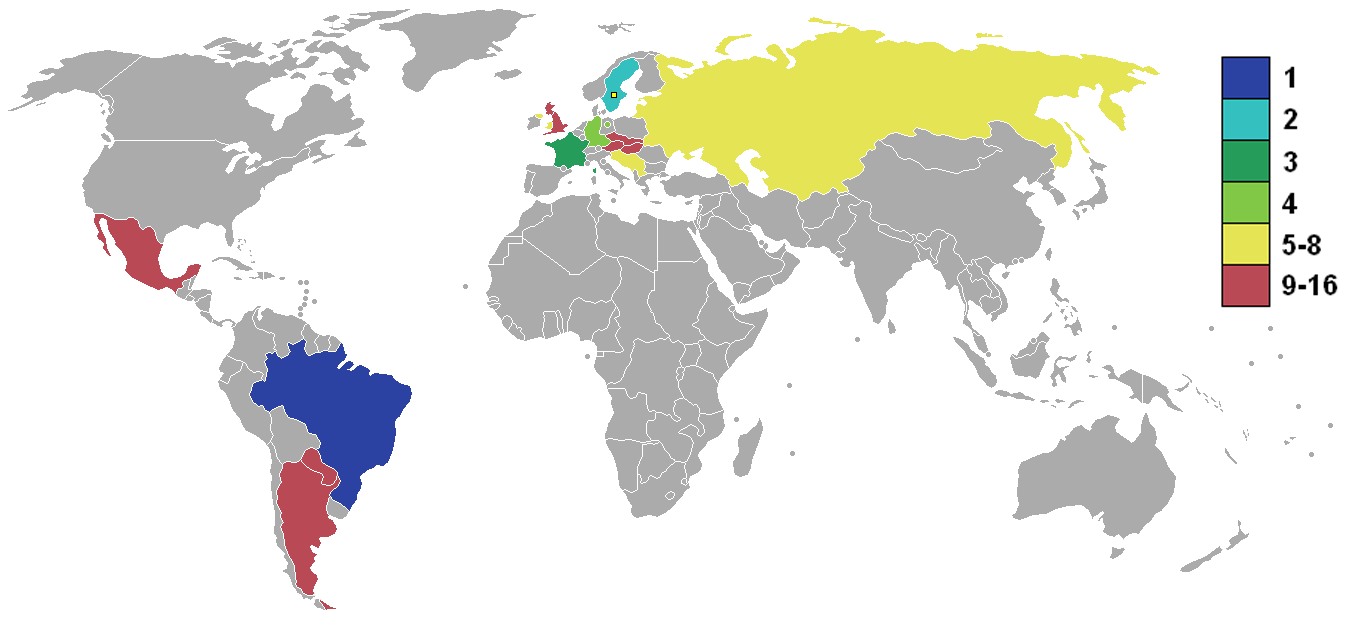
Mapa según los resultados de 1958.

La Copa Mundial de la FIFA Suecia 1958 fue la sexta edición de la Copa Mundial de Fútbol. Fue realizada en la primavera de Suecia, entre el 8 y el 28 de junio de 1958.
Participaron en la fase final dieciséis selecciones nacionales; las selecciones debutantes de Unión Soviética, Irlanda del Norte y Gales lograron quedar entre los primeros ocho finalistas. Por primera (y única) vez en la historia del torneo, las cuatro selecciones del Reino Unido compitieron en la fase final. El partido final se desarrolló en Estocolmo, entre Brasil y Suecia. Con una gran actuación de Didí y el juvenil Pelé, los brasileños se coronaron por primera vez como campeones del mundo al derrotar a los locales por 5-2 y se convirtió en la primera selección en ganar un mundial fuera de su continente. Desde esta versión el certamen comenzó a ser intercalado con América hasta 1998. El balón oficial fue Top Star, fabricado por una compañía local.

## Antecedentes

### Candidatura
En 1946 Suecia solicitó la organización del mundial de fútbol de 1958, que fue aceptada en el Congreso de la FIFA realizado en Río de Janeiro, Brasil, en 1950. Sin embargo, diversas federaciones encabezadas por la brasileña impugnaron la decisión debido a que, según el reglamento, la Copa debía alternarse entre Europa y América del Sur. Como Suiza sería sede de la Copa Mundial de Fútbol de 1954, el torneo debía disputarse ahora en América. La FIFA decidió repetir la votación en 1954, pero la calidad de los estadios e instalaciones que ofrecía el país escandinavo le permitió ser elegido. Se dice que los delegados suecos presionaron a los electores en el Congreso, celebrado en Brasil, para finalmente adjudicarse la organización.

## Sedes
| Ciudad      | Estadio            | Capacidad |
| ----------- | ------------------ | --------- |
| Borås       | Ryavallen          | 19 400    |
| Eskilstuna  | Tunavallen         | 13 103    |
| Solna       | Estadio Råsunda    | 37 000    |
| Gotemburgo  | Nya Ullevi         | 43 200    |
| Halmstad    | Örjans Vall        | 18 000    |
| Helsingborg | Olympiastadion     | 17 000    |
| Malmö       | Malmö Stadion      | 28 000    |
| Norrköping  | Iddrotsparken      | 21 000    |
| Örebro      | Eyravallen         | 12 000    |
| Sandviken   | Estadio Järnvallen | 21 000    |
| Uddevalla   | Rimnersvallen      | 17 778    |
| Västerås    | Arosvallen         | 12 000    |

¹ En los reportes oficiales de la FIFA se menciona que el estadio está ubicado en Solna, localidad perteneciente al Área Metropolitana de Estocolmo.

## Países participantes
En el torneo clasificatorio se inscribieron 53 países. Por primera vez estaba asegurado un cupo para seleccionados de África y Asia. Sin embargo, en las rondas finales, Indonesia, Egipto y Sudán se negaron a enfrentarse a Israel por conflictos políticos. Israel, sin embargo, debía obtener una victoria ante un lucky loser para poder participar. Del lado de los anteriores campeones, Italia y Uruguay, el primero fue eliminado por Irlanda del Norte y el segundo por Paraguay. Tras vencer en los partidos de ida y vuelta a los israelíes, Gales logró clasificarse por primera vez para la Copa Mundial, dándose la circunstancia de que participaron las cuatro selecciones británicas. Además, también se trató de la primera participación de la Unión Soviética.
- En cursiva, los debutantes en la Copa Mundial de Fútbol.

| Equipos participantes | Equipos participantes | Equipos participantes | Equipos participantes |
| --------------------- | --------------------- | --------------------- | --------------------- |
| Alemania Federal      | Checoslovaquia        | Hungría               | Paraguay              |
| Argentina             | Escocia               | Inglaterra            | Suecia                |
| Austria               | Francia               | Irlanda del Norte     | Unión Soviética       |
| Brasil                | Gales                 | México                | Yugoslavia            |

### Sorteo
| Bombo Europa occidental                                                | Bombo Europa oriental                             | Bombo británico                            | Bombo de América                 |
| ---------------------------------------------------------------------- | ------------------------------------------------- | ------------------------------------------ | -------------------------------- |
| Suecia (Anfitrión) Alemania Federal (Campeón defensor) Austria Francia | Checoslovaquia Hungría Unión Soviética Yugoslavia | Inglaterra Escocia Gales Irlanda del Norte | Argentina Brasil México Paraguay |

## Resultados
- Los horarios corresponden a la hora de Suecia (UTC+1).

### Primera fase
En esta primera fase, si dos equipos quedaban empatados a puntos, se resolvía la clasificación con un partido de desempate entre los equipos afectados, independientemente del número de goles marcados, diferencia de goles o el resultado parcial entre ellos.

#### Grupo 1
| Equipo            | Pts | PJ | PG | PE | PP | GF | GC | Dif |
| ----------------- | --- | -- | -- | -- | -- | -- | -- | --- |
| Alemania Federal  | 4   | 3  | 1  | 2  | 0  | 7  | 5  | 2   |
| Irlanda del Norte | 3   | 3  | 1  | 1  | 1  | 4  | 5  | –1  |
| Checoslovaquia    | 3   | 3  | 1  | 1  | 1  | 8  | 4  | 4   |
| Argentina         | 2   | 3  | 1  | 0  | 2  | 5  | 10 | –5  |

| 8 de junio de 1958, 19:00                                                             | Argentina   | 1:3 (1:2) | Alemania Federal           | Malmö Stadion, Malmö                                                    |                                                                         |
|                                                                                       | Corbatta 2' | Reporte   | Rahn 32', 79' · Seeler 40' | Asistencia: 31 156 espectadores Árbitro(s): Reginald Leafe (Inglaterra) | Asistencia: 31 156 espectadores Árbitro(s): Reginald Leafe (Inglaterra) |
| Argentina jugó con el uniforme del IFK Malmö por la ausencia de un uniforme suplente. |             |           |                            |                                                                         |                                                                         |

| 8 de junio de 1958, 19:00 | Irlanda del Norte | 1:0 (1:0) | Checoslovaquia | Estadio Örjans Vall, Halmstad                                           |                                                                         |
|                           | Cush 16'          | Reporte   |                | Asistencia: 10 647 espectadores Árbitro(s): Friedrich Seipelt (Austria) | Asistencia: 10 647 espectadores Árbitro(s): Friedrich Seipelt (Austria) |

| 11 de junio de 1958, 19:00 | Argentina                                     | 3:1 (1:1) | Irlanda del Norte | Estadio Örjans Vall, Halmstad                                    |                                                                  |
|                            | Corbatta 38' (pen.) · Menéndez 55' · Avio 59' | Reporte   | McParland 3'      | Asistencia: 14 174 espectadores Árbitro(s): Sten Ahlner (Suecia) | Asistencia: 14 174 espectadores Árbitro(s): Sten Ahlner (Suecia) |

| 11 de junio de 1958, 19:00 | Alemania Federal       | 2:2 (0:2) | Checoslovaquia                | Olympiastadion, Helsingborg                                           |                                                                       |
|                            | Schäfer 59' · Rahn 70' | Reporte   | Dvořák 24' (pen.) · Zikán 43' | Asistencia: 25 000 espectadores Árbitro(s): Arthur Ellis (Inglaterra) | Asistencia: 25 000 espectadores Árbitro(s): Arthur Ellis (Inglaterra) |

| 15 de junio de 1958, 19:00                                    | Checoslovaquia                                               | 6:1 (3:0) | Argentina           | Olympiastadion, Helsingborg                                           |                                                                       |
|                                                               | Dvořák 8' · Zikán 17', 40' · Feureisl 69' · Hovorka 82', 89' | Reporte   | Corbatta 65' (pen.) | Asistencia: 16 418 espectadores Árbitro(s): Arthur Ellis (Inglaterra) | Asistencia: 16 418 espectadores Árbitro(s): Arthur Ellis (Inglaterra) |
| Peor derrota de Argentina en su historial en la Copa Mundial. |                                                              |           |                     |                                                                       |                                                                       |

| 15 de junio de 1958, 19:00 | Alemania Federal      | 2:2 (1:1) | Irlanda del Norte  | Estadio de Malmö, Malmö                                                         |                                                                                 |
|                            | Rahn 20' · Seeler 79' | Reporte   | McParland 17', 58' | Asistencia: 21 990 espectadores Árbitro(s): Joaquim Campos Fernandes (Portugal) | Asistencia: 21 990 espectadores Árbitro(s): Joaquim Campos Fernandes (Portugal) |

##### Desempate
| 17 de junio de 1958, 19:00 | Irlanda del Norte  | 2:1 (1:1, 1:0) (t. s.) | Checoslovaquia | Estadio de Malmö, Malmö                                            |                                                                    |
|                            | McParland 44', 99' | Reporte                | Zikán 19'      | Asistencia: 6196 espectadores Árbitro(s): Maurice Guigue (Francia) | Asistencia: 6196 espectadores Árbitro(s): Maurice Guigue (Francia) |

#### Grupo 2
| Equipo     | Pts | PJ | PG | PE | PP | GF | GC | Dif |
| ---------- | --- | -- | -- | -- | -- | -- | -- | --- |
| Francia    | 4   | 3  | 2  | 0  | 1  | 11 | 7  | 4   |
| Yugoslavia | 4   | 3  | 1  | 2  | 0  | 7  | 6  | 1   |
| Paraguay   | 3   | 3  | 1  | 1  | 1  | 9  | 12 | –3  |
| Escocia    | 1   | 3  | 0  | 1  | 2  | 4  | 6  | –2  |

| 8 de junio de 1958, 19:00 | Yugoslavia   | 1:1 (1:0) | Escocia    | Estadio Arosvallen, Västerås                                      |                                                                   |
|                           | Petaković 6' | Reporte   | Murray 49' | Asistencia: 9591 espectadores Árbitro(s): Raymon Wyssling (Suiza) | Asistencia: 9591 espectadores Árbitro(s): Raymon Wyssling (Suiza) |

| 8 de junio de 1958, 19:00 | Francia                                                                        | 7:3 (2:2) | Paraguay                             | Iddrotsparken, Norrköping                                             |                                                                       |
|                           | Fontaine 24', 30', 67' · Piantoni 52' · Wisnieski 61' · Kopa 70' · Vincent 83' | Reporte   | Amarilla 20' 44' (pen.) · Romero 50' | Asistencia: 16 518 espectadores Árbitro(s): Juan Gardeazábal (España) | Asistencia: 16 518 espectadores Árbitro(s): Juan Gardeazábal (España) |

| 11 de junio de 1958, 19:00 | Yugoslavia                           | 3:2 (1:1) | Francia          | Estadio Arosvallen, Västerås                                           |                                                                        |
|                            | Petaković 16' · Veselinović 63', 88' | Reporte   | Fontaine 4', 85' | Asistencia: 12 217 espectadores Árbitro(s): Benjamin Griffiths (Gales) | Asistencia: 12 217 espectadores Árbitro(s): Benjamin Griffiths (Gales) |

| 11 de junio de 1958, 19:00 | Paraguay                        | 3:2 (2:1) | Escocia                 | Iddrotsparken, Norrköping                                               |                                                                         |
|                            | Agüero 4' · Ré 45' · Parodi 73' | Reporte   | Mudie 24' · Collins 74' | Asistencia: 11 665 espectadores Árbitro(s): Vincenzo Orlandini (Italia) | Asistencia: 11 665 espectadores Árbitro(s): Vincenzo Orlandini (Italia) |

| 15 de junio de 1958, 19:00 | Paraguay                             | 3:3 (1:2) | Yugoslavia                                    | Tunavallen, Eskilstuna                                                    |                                                                           |
|                            | Parodi 20' · Agüero 52' · Romero 80' | Reporte   | Ognjanović 18' · Veselinović 21' · Rajkov 73' | Asistencia: 13 103 espectadores Árbitro(s): Martin Macko (Checoslovaquia) | Asistencia: 13 103 espectadores Árbitro(s): Martin Macko (Checoslovaquia) |

| 15 de junio de 1958, 19:00 | Francia                     | 2:1 (2:0) | Escocia   | Estadio Eyravallen, Örebro                                                |                                                                           |
|                            | Piantoni 22' · Fontaine 44' | Reporte   | Baird 58' | Asistencia: 13 554 espectadores Árbitro(s): Juan Regis Brozzi (Argentina) | Asistencia: 13 554 espectadores Árbitro(s): Juan Regis Brozzi (Argentina) |

#### Grupo 3
| Equipo  | Pts | PJ | PG | PE | PP | GF | GC | Dif |
| ------- | --- | -- | -- | -- | -- | -- | -- | --- |
| Suecia  | 5   | 3  | 2  | 1  | 0  | 5  | 1  | 4   |
| Gales   | 3   | 3  | 0  | 3  | 0  | 2  | 2  | 0   |
| Hungría | 3   | 3  | 1  | 1  | 1  | 6  | 3  | 3   |
| México  | 1   | 3  | 0  | 1  | 2  | 1  | 8  | –7  |

| 8 de junio de 1958, 14:00 | Suecia                                   | 3:0 (1:0) | México | Estadio Råsunda, Solna                                                          |                                                                                 |
|                           | Simonsson 17', 64' · Liedholm 57' (pen.) | Reporte   |        | Asistencia: 34 107 espectadores Árbitro(s): Nickolaj Latychev (Unión Soviética) | Asistencia: 34 107 espectadores Árbitro(s): Nickolaj Latychev (Unión Soviética) |

| 8 de junio de 1958, 19:00 | Hungría   | 1:1 (1:1) | Gales       | Estadio Järnvallen, Sandviken                                            |                                                                          |
|                           | Bozsik 5' | Reporte   | Charles 27' | Asistencia: 15 343 espectadores Árbitro(s): José María Codesal (Uruguay) | Asistencia: 15 343 espectadores Árbitro(s): José María Codesal (Uruguay) |

| 11 de junio de 1958, 19:00           | México       | 1:1 (0:1) | Gales         | Estadio Råsunda, Solna                                               |                                                                      |
|                                      | Belmonte 89' | Reporte   | Allchurch 32' | Asistencia: 15 150 espectadores Árbitro(s): Leo Lemesic (Yugoslavia) | Asistencia: 15 150 espectadores Árbitro(s): Leo Lemesic (Yugoslavia) |
| Primer punto de México en mundiales. |              |           |               |                                                                      |                                                                      |

| 12 de junio de 1958, 19:00 | Suecia          | 2:1 (1:0) | Hungría   | Estadio Råsunda, Solna                                            |                                                                   |
|                            | Hamrin 34', 55' | Reporte   | Tichy 77' | Asistencia: 38 850 espectadores Árbitro(s): Johan Mowat (Escocia) | Asistencia: 38 850 espectadores Árbitro(s): Johan Mowat (Escocia) |

| 15 de junio de 1958, 14:00 | Suecia | 0:0     | Gales | Estadio Råsunda, Solna                                                  |                                                                         |
| |        | Reporte |       | Asistencia: 30 287 espectadores Árbitro(s): Lucien Van Nuffel (Bélgica) | Asistencia: 30 287 espectadores Árbitro(s): Lucien Van Nuffel (Bélgica) |
| Este es el segundo empate a 0 (Cero) en la historial de Copas del Mundo; tras el de unos días antes entre Inglaterra y Brasil. |        |         |       |                                                                         |                                                                         |

| 15 de junio de 1958, 19:00 | Hungría                                   | 4:0 (1:0) | México | Estadio Järnvallen, Sandviken                                         |                                                                       |
|                            | Tichy 19', 46' · Sándor 54' · Bencsis 69' | Reporte   |        | Asistencia: 13 300 espectadores Árbitro(s): Arne Eriksson (Finlandia) | Asistencia: 13 300 espectadores Árbitro(s): Arne Eriksson (Finlandia) |

##### Desempate
| 17 de junio de 1958, 19:00                  | Gales                      | 2:1 (0:1) | Hungría   | Estadio Råsunda, Solna                                                        |                                                                               |
|                                             | Allchurch 55' · Medwin 76' | Reporte   | Tichy 33' | Asistencia: 2823 espectadores Árbitro(s): Nickolaj Latychev (Unión Soviética) | Asistencia: 2823 espectadores Árbitro(s): Nickolaj Latychev (Unión Soviética) |
| Primera victoria de Gales en los mundiales. |                            |           |           |                                                                               |                                                                               |

#### Grupo 4
| Equipo          | Pts | PJ | PG | PE | PP | GF | GC | Dif |
| --------------- | --- | -- | -- | -- | -- | -- | -- | --- |
| Brasil          | 5   | 3  | 2  | 1  | 0  | 5  | 0  | 5   |
| Unión Soviética | 3   | 3  | 1  | 1  | 1  | 4  | 4  | 0   |
| Inglaterra      | 3   | 3  | 0  | 3  | 0  | 4  | 4  | 0   |
| Austria         | 1   | 3  | 0  | 1  | 2  | 2  | 7  | –5  |

| 8 de junio de 1958, 19:00 | Unión Soviética              | 2:2 (1:0) | Inglaterra                    | Estadio Ullevi, Gotemburgo                                         |                                                                    |
|                           | Simonian 13' · A. Ivanov 55' | Reporte   | Kevan 66' · Finney 85' (pen.) | Asistencia: 49 348 espectadores Árbitro(s): Istvan Zsolt (Hungría) | Asistencia: 49 348 espectadores Árbitro(s): Istvan Zsolt (Hungría) |

| 8 de junio de 1958, 19:00 | Brasil                            | 3:0 (1:0) | Austria | Estadio Rimnersvallen, Uddevalla                                     |                                                                      |
|                           | Altafini 38', 89' · N. Santos 49' | Reporte   |         | Asistencia: 17 778 espectadores Árbitro(s): Maurice Guigue (Francia) | Asistencia: 17 778 espectadores Árbitro(s): Maurice Guigue (Francia) |

| 11 de junio de 1958, 19:00 | Unión Soviética          | 2:0 (1:0) | Austria | Estadio Ryavallen, Borås                                               |                                                                        |
|                            | Ilín 15' · V. Ivanov 62' | Reporte   |         | Asistencia: 21 239 espectadores Árbitro(s): Carl Jorgensen (Dinamarca) | Asistencia: 21 239 espectadores Árbitro(s): Carl Jorgensen (Dinamarca) |

| 11 de junio de 1958, 19:00                                            | Brasil | 0:0     | Inglaterra | Estadio Ullevi, Gotemburgo                                          |                                                                     |
|                                                                       |        | Reporte |            | Asistencia: 40 895 espectadores Árbitro(s): Albert Dusch (Alemania) | Asistencia: 40 895 espectadores Árbitro(s): Albert Dusch (Alemania) |
| Primer partido en la historia de los Mundiales que termina sin goles. |        |         |            |                                                                     |                                                                     |

| 15 de junio de 1958, 19:00                 | Brasil       | 2:0 (1:0) | Unión Soviética | Estadio Ullevi, Gotemburgo                                           |                                                                      |
|                                            | Vavá 2', 65' | Reporte   |                 | Asistencia: 50 928 espectadores Árbitro(s): Maurice Guigue (Francia) | Asistencia: 50 928 espectadores Árbitro(s): Maurice Guigue (Francia) |
| El brasileño Pelé debutó en el campeonato. |              |           |                 |                                                                      |                                                                      |

| 15 de junio de 1958, 19:00 | Inglaterra             | 2:2 (0:1) | Austria                  | Estadio Ryavallen, Borås                                                  |                                                                           |
|                            | Haynes 56' · Kevan 73' | Reporte   | Koller 16' · Koerner 70' | Asistencia: 15 872 espectadores Árbitro(s): Jan Bronkhorst (Países Bajos) | Asistencia: 15 872 espectadores Árbitro(s): Jan Bronkhorst (Países Bajos) |

##### Desempate
| 17 de junio de 1958, 19:00 | Unión Soviética | 1:0 (0:0) | Inglaterra | Estadio Ullevi, Gotemburgo                                          |                                                                     |
|                            | Ilín 68'        | Reporte   |            | Asistencia: 23 182 espectadores Árbitro(s): Albert Dusch (Alemania) | Asistencia: 23 182 espectadores Árbitro(s): Albert Dusch (Alemania) |

### Segunda fase
|  | Cuartos de final         | Cuartos de final         |                          |   | Semifinales                  | Semifinales                  |  |  | Final | Final |
|  |                          |                          |                          |   |                              |                              |  |  |       |       |
|  | 19 de junio – Gotemburgo |                          |                          |   |                              |                              |  |  |       |       |
|  |                          |                          |                          |   |                              |                              |  |  |       |       |
|  | Brasil                   | 1                        |                          |   |                              |                              |  |  |       |       |
|  | Brasil                   | 1                        | 24 de junio – Estocolmo  |   |                              |                              |  |  |       |       |
|  | Gales                    | 0                        |                          |   |                              |                              |  |  |       |       |
|  | Gales                    | 0                        | Brasil                   | 5 |                              |                              |  |  |       |       |
|  | 19 de junio – Norrköping |                          | Brasil                   | 5 |                              |                              |  |  |       |       |
|  |                          | Francia                  | 2                        |   |                              |                              |  |  |       |       |
|  | Irlanda del Norte        | Francia                  | 2                        | 0 |                              |                              |  |  |       |       |
|  | Irlanda del Norte        |                          | 29 de junio – Estocolmo  | 0 |                              |                              |  |  |       |       |
|  | Francia                  | 4                        |                          |   |                              |                              |  |  |       |       |
|  | Francia                  | 4                        | Brasil                   | 5 |                              |                              |  |  |       |       |
|  | 19 de junio – Malmö      |                          | Brasil                   | 5 |                              |                              |  |  |       |       |
|  |                          | Suecia                   | 2                        |   |                              |                              |  |  |       |       |
|  | Alemania Federal         | Suecia                   | 2                        | 1 |                              |                              |  |  |       |       |
|  | Alemania Federal         | 24 de junio – Gotemburgo |                          | 1 |                              |                              |  |  |       |       |
|  | Yugoslavia               | 0                        |                          |   |                              |                              |  |  |       |       |
|  | Yugoslavia               | 0                        | Alemania Federal         | 1 |                              |                              |  |  |       |       |
|  | 19 de junio – Estocolmo  |                          | Alemania Federal         | 1 |                              |                              |  |  |       |       |
|  |                          | Suecia                   | 3                        |   | Partido por el tercer puesto | Partido por el tercer puesto |  |  |       |       |
|  | Suecia                   | Suecia                   | 3                        | 2 | Partido por el tercer puesto | Partido por el tercer puesto |  |  |       |       |
|  | Suecia                   |                          | 28 de junio – Gotemburgo | 2 |                              |                              |  |  |       |       |
|  | Unión Soviética          | 0                        |                          |   |                              |                              |  |  |       |       |
|  | Unión Soviética          | 0                        | Francia                  | 6 |                              |                              |  |  |       |       |
|  |                          |                          |                          |   |                              |                              |  |  |       |       |
|  | Alemania Federal         | 3                        |                          |   |                              |                              |  |  |       |       |
|  | Alemania Federal         | 3                        |                          |   |                              |                              |  |  |       |       |

#### Cuartos de final
| 19 de junio de 1958, 19:00                                       | Brasil   | 1:0 (0:0) | Gales | Estadio Ullevi, Gotemburgo                                              |                                                                         |
|                                                                  | Pelé 66' | Reporte   |       | Asistencia: 25 923 espectadores Árbitro(s): Friedrich Seipelt (Austria) | Asistencia: 25 923 espectadores Árbitro(s): Friedrich Seipelt (Austria) |
| Pelé es el jugador más joven en anotar un gol, con solo 17 años. |          |           |       |                                                                         |                                                                         |

| 19 de junio de 1958, 19:00 | Francia                                          | 4:0 (1:0) | Irlanda del Norte | Iddrotsparken, Norrköping                                             |                                                                       |
|                            | Wisnieski 22' · Fontaine 55', 63' · Piantoni 68' | Reporte   |                   | Asistencia: 11 800 espectadores Árbitro(s): Juan Gardeazábal (España) | Asistencia: 11 800 espectadores Árbitro(s): Juan Gardeazábal (España) |

| 19 de junio de 1958, 19:00 | Alemania Federal | 1:0 (1:0) | Yugoslavia | Estadio de Malmö, Malmö                                             |                                                                     |
|                            | Rahn 12'         | Reporte   |            | Asistencia: 20 055 espectadores Árbitro(s): Raymon Wyssling (Suiza) | Asistencia: 20 055 espectadores Árbitro(s): Raymon Wyssling (Suiza) |

| 19 de junio de 1958, 19:00 | Suecia                     | 2:0 (0:0) | Unión Soviética | Estadio Råsunda, Solna                                                  |                                                                         |
|                            | Hamrin 49' · Simonsson 88' | Reporte   |                 | Asistencia: 31 900 espectadores Árbitro(s): Reginald Leafe (Inglaterra) | Asistencia: 31 900 espectadores Árbitro(s): Reginald Leafe (Inglaterra) |

#### Semifinales
| 24 de junio de 1958, 19:00 | Suecia                               | 3:1 (1:1) | Alemania Federal | Estadio Ullevi, Gotemburgo                                         |                                                                    |
|                            | Skoglund 32' · Gren 81' · Hamrin 88' | Reporte   | Schäfer 24'      | Asistencia: 49 471 espectadores Árbitro(s): Istvan Zsolt (Hungría) | Asistencia: 49 471 espectadores Árbitro(s): Istvan Zsolt (Hungría) |

| 24 de junio de 1958 , 19:00 | Brasil                                  | 5:2 (2:1) | Francia                    | Estadio Råsunda, Solna                                                 |                                                                        |
|                             | Vavá 2' · Didí 39' · Pelé 52', 64', 75' | Reporte   | Fontaine 9' · Piantoni 83' | Asistencia: 27 100 espectadores Árbitro(s): Benjamin Griffiths (Gales) | Asistencia: 27 100 espectadores Árbitro(s): Benjamin Griffiths (Gales) |

#### Tercer puesto
| 28 de junio de 1958, 17:00 | Francia                                                   | 6:3 (3:1) | Alemania Federal                         | Estadio Ullevi, Gotemburgo                                                |                                                                           |
| | Fontaine 16', 36', 78', 89' · Kopa 27' (pen.) · Douis 50' | Reporte   | Cieslarczyk 18' · Rahn 52' · Schäfer 84' | Asistencia: 32 483 espectadores Árbitro(s): Juan Regis Brozzi (Argentina) | Asistencia: 32 483 espectadores Árbitro(s): Juan Regis Brozzi (Argentina) |
| Just Fontaine es el segundo jugador en anotar durante todos los partidos que disputó hasta el final del torneo Es también el cuarto jugador en lograr anotar 4 goles, además de ser el jugador que más goles ha anotado en una sola edición del torneo. |                                                           |           |                                          |                                                                           |                                                                           |

#### Final
| 29 de junio de 1958, 15:00 | Brasil                                     | 5:2 (2:1) | Suecia                      | Estadio Råsunda, Solna                                               |                                                                      |
| | Vavá 9', 32' · Pelé 55', 90' · Zagallo 68' | Reporte   | Liedholm 4' · Simonsson 80' | Asistencia: 49 737 espectadores Árbitro(s): Maurice Guigue (Francia) | Asistencia: 49 737 espectadores Árbitro(s): Maurice Guigue (Francia) |
| Única vez que un país no europeo ganó la copa del mundo en Europa. Primera vez que un equipo se consagró campeón fuera de su continente. Pelé es el campeón del mundo más joven de la historia, con 17 años. |                                            |           |                             |                                                                      |                                                                      |

|                            |
|                            |
| Campeón Brasil 1.er título |

## Estadísticas
| Equipo | Equipo            | Pts | PJ | PG | PE | PP | GF | GC | Dif | Rend   |
| ------ | ----------------- | --- | -- | -- | -- | -- | -- | -- | --- | ------ |
| 1      | Brasil            | 11  | 6  | 5  | 1  | 0  | 16 | 4  | 12  | 91,7 % |
| 2      | Suecia            | 9   | 6  | 4  | 1  | 1  | 12 | 7  | 5   | 75,0 % |
| 3      | Francia           | 8   | 6  | 4  | 0  | 2  | 23 | 15 | 8   | 66,7 % |
| 4      | Alemania Federal  | 6   | 6  | 2  | 2  | 2  | 12 | 14 | –2  | 50 %   |
| 5      | Gales             | 5   | 5  | 1  | 3  | 1  | 4  | 4  | 0   | 50 %   |
| 6      | Unión Soviética   | 5   | 5  | 2  | 1  | 2  | 5  | 6  | –1  | 50 %   |
| 7      | Irlanda del Norte | 5   | 5  | 2  | 1  | 2  | 6  | 10 | –4  | 50 %   |
| 8      | Yugoslavia        | 4   | 4  | 1  | 2  | 1  | 7  | 7  | 0   | 50 %   |
| 9      | Checoslovaquia    | 3   | 4  | 1  | 1  | 2  | 9  | 6  | 3   | 37,5 % |
| 10     | Hungría           | 3   | 4  | 1  | 1  | 2  | 7  | 5  | 2   | 37,5 % |
| 11     | Inglaterra        | 3   | 4  | 0  | 3  | 1  | 4  | 5  | –1  | 37,5 % |
| 12     | Paraguay          | 3   | 3  | 1  | 1  | 1  | 9  | 12 | –3  | 50 %   |
| 13     | Argentina         | 2   | 3  | 1  | 0  | 2  | 5  | 10 | –5  | 33,3 % |
| 14     | Escocia           | 1   | 3  | 0  | 1  | 2  | 4  | 6  | –2  | 16,7 % |
| 15     | Austria           | 1   | 3  | 0  | 1  | 2  | 2  | 7  | –5  | 16,7 % |
| 16     | México            | 1   | 3  | 0  | 1  | 2  | 1  | 8  | –7  | 16,7 % |

## Goleadores
El jugador que haya convertido la mayor cantidad de goles durante el torneo recibe el premio al máximo anotador del certamen.
| Jugador              | Selección         | Goles |
| -------------------- | ----------------- | ----- |
| Just Fontaine        | Francia           | 13    |
| Pelé                 | Brasil            | 6     |
| Helmut Rahn          | Alemania Federal  | 6     |
| Vavá                 | Brasil            | 5     |
| Peter McParland      | Irlanda del Norte | 5     |
| Zdeněk Zikán         | Checoslovaquia    | 4     |
| Lajos Tichy          | Hungría           | 4     |
| Agne Simonsson       | Suecia            | 4     |
| Kurt Hamrin          | Suecia            | 4     |
| Roger Piantoni       | Francia           | 3     |
| Oreste Omar Corbatta | Argentina         | 3     |
| Todor Veselinović    | Yugoslavia        | 3     |
| Hans Schäfer         | Alemania Federal  | 3     |